# Philipp Stennert
Philipp Stennert (* 25. August 1975 in Göttingen) ist ein deutscher Filmregisseur und Drehbuchautor.

## Leben
Philipp Stennert begann während seiner Schulzeit am Gymnasium Kreuzgasse mit Jakob Ziemnicki zusammen an Filmprojekten zu arbeiten. Er machte im Jahr 2004 seinen Abschluss an der Filmakademie Baden-Württemberg im Bereich Regie. Seit 2000 arbeitet er zusammen mit Cyrill Boss als Autoren- und Regieduo. 2006 drehten sie ihren ersten Kinofilm Neues vom Wixxer.
Im Frühjahr 2009 drehten Boss und Stennert ihren zweiten Kinofilm, die Actionkomödie Jerry Cotton. Produziert wurde der Film von Christian Becker, mit dem die beiden Regisseure schon mehrfach zusammengearbeitet haben. 2011 adaptierten Boss und Stennert den Kinderroman Das Haus der Krokodile von Helmut Ballot. Für Das Haus der Krokodile erhielten Boss und Stennert 2012 den Bayerischen Filmpreis.
2013 inszenierten Boss und Stennert den Psychothriller Neben der Spur – Adrenalin für das ZDF. Der Film basiert auf der gleichnamigen Romanvorlage des australischen Bestsellerautors Michael Robotham und feierte 2014 Premiere auf dem Filmfest München. Im Jahr darauf adaptierte das Regieduo den zweiten Thriller der Romanreihe mit dem Titel Neben der Spur – Amnesie.
Boss und Stennert führten Regie bei dem zweiteiligen ARD-Fernsehfilm Die Dasslers – Pioniere, Brüder und Rivalen. Der Film, in dem Christian Friedel, Hanno Koffler, Alina Levshin und Hannah Herzsprung die Hauptrollen spielen, erzählt die dramatische Lebensgeschichte der Unternehmerbrüder Rudolf Dassler und Adi Dassler, die mit ihren konkurrierenden Sportschuhfirmen Puma und Adidas weltweit bekannt wurden. Die Dreharbeiten dazu fanden in Prag statt. Die Dasslers feierte 2016 Premiere auf dem Filmfest München und wurde mit dem Bernd Burgemeister Fernsehpreis ausgezeichnet.
Für die erfolgreiche Thriller-Serie Der Pass (2019) des Pay-TV-Senders Sky waren Boss und Stennert als Autoren und Regisseure verantwortlich. 2020 wurden sie dafür in der Kategorie „beste Regie“ mit dem Adolf-Grimme-Preis und 2022 mit dem Deutschen Fernsehpreis ausgezeichnet.

## Filmografie
- 1998: Dark
- 1999: Making of Andalousian Dog (Fakedoku)
- 2000: Aussteiger (Kurzfilm)
- 2002: Shadowman (Kurzfilm)
- 2003: Was nicht passt wird passend gemacht / 1. Staffel (nur Drehbuch)
- 2004: Agujero
- 2004: Was nicht passt wird passend gemacht / 2. Staffel (nur Drehbuch)
- 2005: Es ist ein Elch entsprungen (Co-Autor)
- 2006: Die Pro7 Märchenstunde – Rapunzel
- 2006: Die Pro7 Märchenstunde – Zwerg Nase
- 2007: Neues vom WiXXer
- 2010: Jerry Cotton
- 2012: Das Haus der Krokodile
- 2014: Neben der Spur – Adrenalin
- 2016: Neben der Spur – Amnesie
- 2016: Die Dasslers – Pioniere, Brüder und Rivalen
- 2017–18: Der Pass Staffel 1 (8-teilige TV-Serie)
- 2018–22: Der Pass Staffel 2 (8-teilige TV-Serie)
- 2024: Hagen – Im Tal der Nibelungen

## Auszeichnungen
- Deutscher Fernsehpreis 2022 in der Kategorie „Beste Regie Fiktion“
- Deutschen Fernsehkrimipreis „Beste Serie 2022“ für Der Pass II
- Deutscher Fernsehpreis 2020 in der Kategorie Beste Drama-Serie
- Adolf-Grimme-Preis 2020 für Der Pass (Buch und Regie)
- Goldene Kamera 2019 „Beste Serie“ für Der Pass
- Deutscher Wirtschaftsfilmpreis 2017 Sonderpreis „Deutsche Wirtschaftsgeschichte“ für Die Dasslers – Pioniere, Brüder und Rivalen
- Bernd Burgemeister Fernsehpreis für Die Dasslers – Pioniere, Brüder und Rivalen
- Montreal Jugendfilmfestival 2013: Prix coup de coer für Das Haus der Krokodile
- Goldener Spatz 2012: „Bester Kinofilm“ für Das Haus der Krokodile
- Bayerischer Filmpreis 2012 für Das Haus der Krokodile
- Deutscher Filmpreis 2012: Nominierung für Das Haus der Krokodile
- Giffoni Filmfestival 2012: Gryphon Award für Das Haus der Krokodile
- Jugendfilmfestival Antwerpen & Brügge Publikumspreis für Das Haus der Krokodile
- Deutscher Kamerapreis 2011: „Bester Schnitt“ und „Beste Kamera“ für Jerry Cotton
- Jupiter-Filmpreis 2008 „Bester Film“ für Neues vom Wixxer